# Atractus nigriventris
Atractus nigriventris este o specie de șerpi din genul Atractus, familia Colubridae, descrisă de Amaral 1933. Conform Catalogue of Life specia Atractus nigriventris nu are subspecii cunoscute.